# 2010-es Monte-Carlo-rali

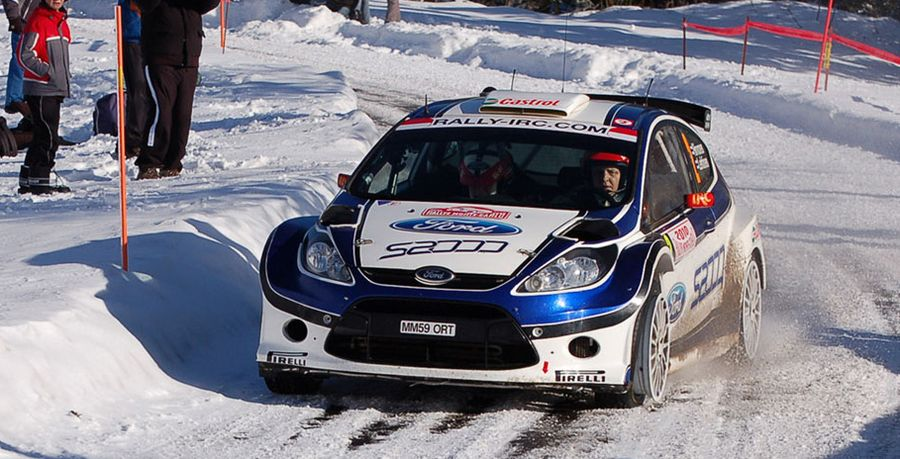
Mikko Hirvonen első alkalommal győzött a Monte Carlo-ralin

A 2010-es Monte Carlo-rali (hivatalosan: 78ème Rallye Automobile de Monte-Carlo) volt a 2010-es interkontinentális ralibajnokság első állomása, mely 2010. január 19-e és 23-a között került megrendezésre. A verseny össztávja 1668 kilométer volt, melyből tizenöt szakaszon 405 kilométert tettek meg mért körülmények között a résztvevők.

## Nevezések
Összesen hatvanhárom páros nevezett a versenyre, melyből ötvenheten az interkontinentális bajnokság értékelésében is érdekeltek voltak. A nevezők közül tizenkilencen Szuper 2000-es, és tizennégyen egyéb N4-es kategóriába tartozó autóval voltak jelen. Nevezők közt volt a Renault Formula–1-es pilótája, a lengyel Robert Kubica is aki egy Renault Clio R3-mal indult,  valamint a Ford új Szuper 2000-esével, egy Fiestával nevezett az elmúlt két év rali-világbajnoki ezüstérmese, a finn Mikko Hirvonen is. Jelen volt továbbá két korábbi interkontinentális bajnok, Nicolas Vouilloz 2008-ban, még Kris Meeke 2009-ben nyerte meg a sorozatot.

## Beszámoló
Prológ

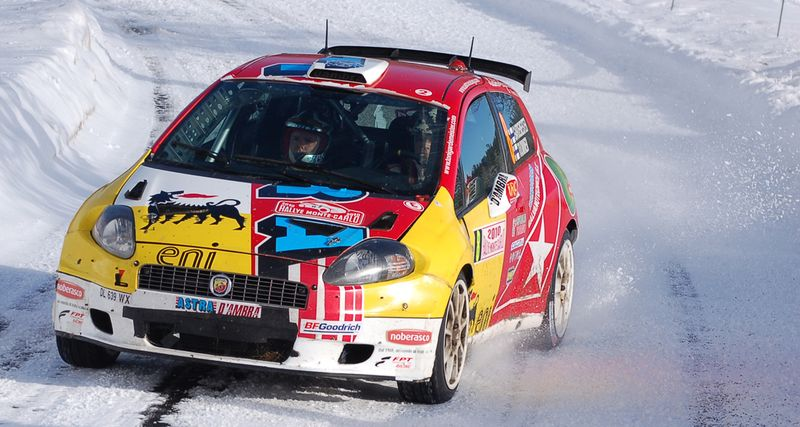
A prológ győztese, Toni Gardemeister

A verseny január 19-én, a Franciaországi Valence-ben vette kezdetét. Ezen a napon mindössze egy kilenc kilométeres prológ volt előírva a résztvevőknek. A szakasz helyi idő szerint fél hétkor vette kezdetét, így a mezőnynek sötétben kellett teljesíteni a távot. E táv eredménye azonban nem számít végül bele az összetett értékelésbe, mindössze a másnapi rajtsorrendet határozta meg. Az első tíz helyezett páros ugyanis, másnap fordított sorrendben rajtolt, az itt elért eredményei szerint. A havas-jeges úton a finn Toni Gardemeister érte el a legjobb időt, Vouilloz második, Kopecky harmadik lett.
Első nap
A verseny első napja egy huszonhét kilométeres szakasszal vette kezdetét. Ezen a napon Hirvonen és Ogier dominált. Az első etapot Mikko nyerte, mindössze négy tized másodpercet adva honfitársának, a második Juho Hanninennek. Meeke harmadik, Ogier negyedik lett. A második, egyben az egész verseny leghosszabb szakaszán Ogier volt a leggyorsabb, közel tíz másodpercet adott a második Hirvonennek és jött fel a második helyre. A nap további részében ez a két szakasz ismétlődött. A harmadik etapon Ogier két percet vesztett miután a nézők havat hordtak a pályára melyen megcsúszott a francia és megütötte autója kerekét. Hirvonen megnyerte ezt a szakaszt is és már több mint fél perc előnye volt az ekkor második helyen álló Stéphane Sarrazin előtt. A nap utolsó gyorsaságija Ogier sikerével zárult. A francia ezzel három helyet javított összetett helyezésén és fejött az ötödik helyre. A nap végén Hirvonen állt az élen, mögötte a bajnoki címvédő Kris Meeke, majd a finn Joho Hanninen következett.
Második nap

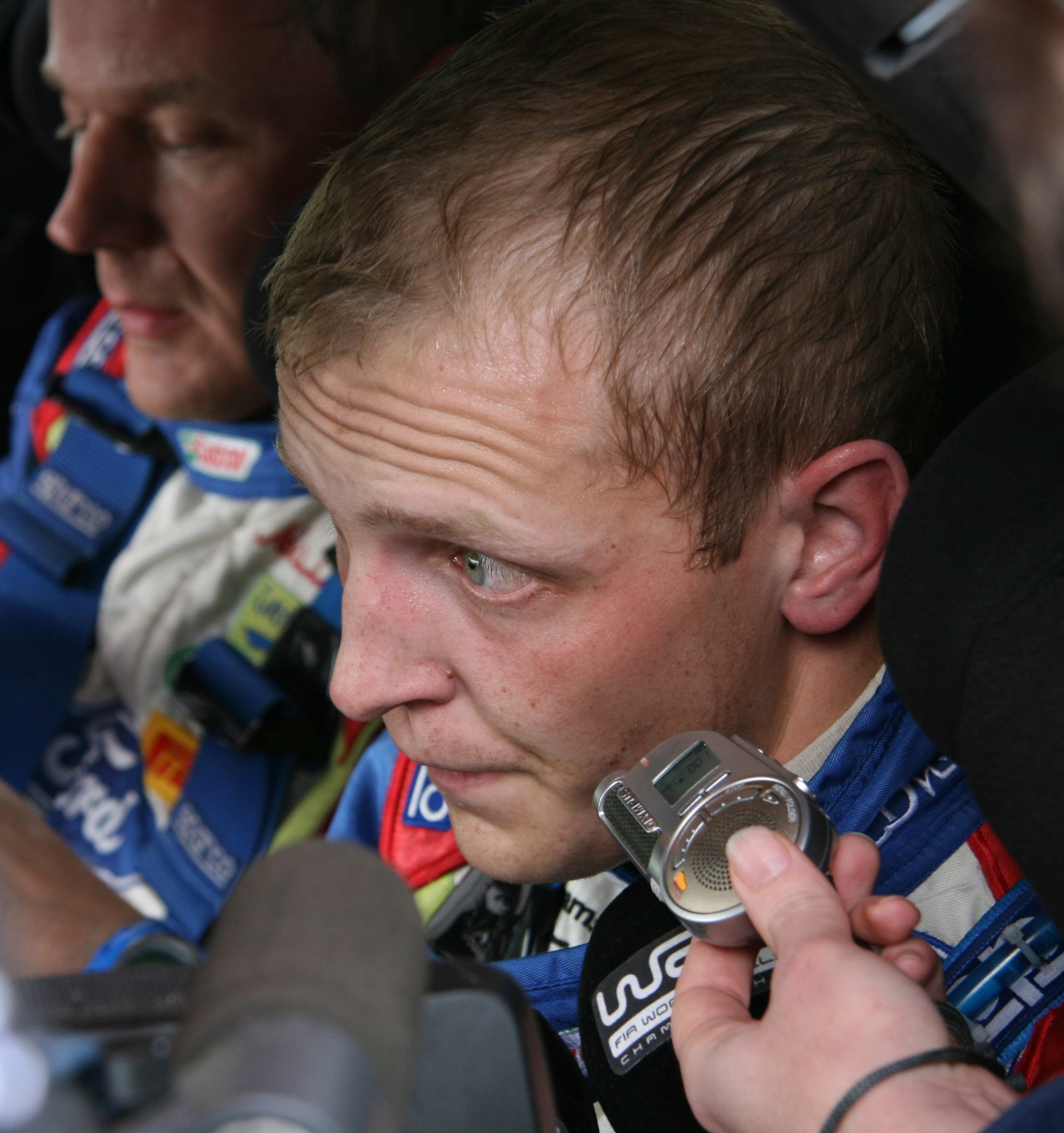
Mikko Hirvonen

A második napon hat szakasz várt a versenyzőkre. Az abszolút második helyen álló Kriss Meeke rögtön egy kilométerre a napi első szakasz rajtjától egy jeges területen megcsúszott és leesett a fák közé. Hibázott Stephane Sarrazin is, aki a hatodik etapon csúszott neki a hófalnak. A francia, Meekevel ellentétben folytatni tudta a versenyt, miután a nézők két perc alatt visszatették az útra. Az első nap nagy vesztese Ogier három szakaszt nyert meg és negyven másodpercet hozott Hirovonenen ezen a napon. A többi részsikeren Vouilloz, Hanninen és Hirvonen osztozkodott. A nap után továbbra is Hirvonen vezetett, honfitársa Hanninen második, még Ogier harmadik helyen állt.
Harmadik nap
A zárónapra öt gyorsasági maradt melyből négyet éjszaka, sötétben tettek meg a résztvevők. A napi első szakaszon Ogier több mint húsz másodpercet dolgozott le hátrányából Hirvonenhez képest, és négy másodpercre közelítette meg a második Hanninent. A következő etap után a francia már a második helyen állt, majd a tizennegyedik szakaszra vezető úton technikai problémái akadtak és a verseny feladására kényszerült. A szintén Peugeotos Franz Wittmann is az utolsó napon esett ki. Az osztrák versenyző az első éjszakai gyorson szenvedett balesetet. A versenyt végül közel két perces előnnyel nyerte meg Hirvonen, megszerezve így a győzelmet a debütáló Ford-csapatnak. Másodikként Juho Hanninen, harmadikként Nicolas Vouilloz ért célba.

## Szakaszok
| Nap                | #   | Rajtidő | Szakasz                                                         | Hossz    | Győztes           | Idő     | Átlag seb.  | Versenyben vezető |
| ------------------ | --- | ------- | --------------------------------------------------------------- | -------- | ----------------- | ------- | ----------- | ----------------- |
| Prológ (Január 19) | 0   | 18:38   | Lente - Col de Gaudissart                                       | 8.83 km  | Toni Gardemeister | 6:54:2  | 76.75 km/h  | nem volt*         |
| 1. nap (Január 20) | 1.  | 11:51   | Burzet - Lachamp-Raphaël                                        | 27.27 km | Mikko Hirvonen    | 16:01.4 | 102.11 km/h | Mikko Hirvonen    |
| 1. nap (Január 20) | 2.  | 12:59   | St-Pierreville - Antraigues                                     | 45.17 km | Sébastien Ogier   | 30:54.2 | 87.70 km/h  | Mikko Hirvonen    |
| 1. nap (Január 20) | 3.  | 15:02   | Burzet - Lachamp-Raphaël                                        | 27.27 km | Mikko Hirvonen    | 15:49.7 | 103.37 km/h | Mikko Hirvonen    |
| 1. nap (Január 20) | 4.  | 16:10   | St-Pierreville - Antraigues                                     | 45.17 km | Sébastien Ogier   | 30:45.9 | 88.09 km/h  | Mikko Hirvonen    |
| 2. nap (Január 21) | 5.  | 10:13   | Labatie d'Andaure - St-Pierre sur Doux                          | 25.30 km | Nicolas Vouilloz  | 17:38.5 | 86.05 km/h  | Mikko Hirvonen    |
| 2. nap (Január 21) | 6.  | 10:55   | St-Bonnet-le-Froid - St-Julien-Molhesabate - St-Bonnet-le-Froid | 25.67 km | Sébastien Ogier   | 17:19.7 | 88.88 km/h  | Mikko Hirvonen    |
| 2. nap (Január 21) | 7.  | 12:20   | Lamastre - Gilhoc - Alboussière                                 | 21.92 km | Mikko Hirvonen    | 14:43.0 | 89.37 km/h  | Mikko Hirvonen    |
| 2. nap (Január 21) | 8.  | 15:28   | Labatie d'Andaure - St-Pierre sur Doux                          | 25.30 km | Juho Hänninen     | 16:36.8 | 91.37 km/h  | Mikko Hirvonen    |
| 2. nap (Január 21) | 9.  | 16:10   | St-Bonnet-le-Froid - St-Julien-Molhesabate - St-Bonnet-le-Froid | 25.67 km | Sébastien Ogier   | 15:51.1 | 97.16 km/h  | Mikko Hirvonen    |
| 2. nap (Január 21) | 10. | 18:05   | Lamastre - Gilhoc - Alboussière                                 | 21.92 km | Sébastien Ogier   | 15:03.0 | 87.39 km/h  | Mikko Hirvonen    |
| 3. nap (Január 22) | 11. | 09:23   | Montauban sur l'Ouvèze - Eygalayes                              | 30.42 km | Sébastien Ogier   | 23:18.5 | 78.31 km/h  | Mikko Hirvonen    |
| 3. nap (Január 22) | 12. | 19:15   | Peïra-Cava - La Bollène-Vésubie                                 | 18.42 km | Sébastien Ogier   | 13:23.4 | 82.54 km/h  | Mikko Hirvonen    |
| 3. nap (Január 22) | 13. | 19:48   | Lantosque - Lucéram                                             | 19.13 km | Stéphane Sarrazin | 14:12.9 | 80.75 km/h  | Mikko Hirvonen    |
| 3. nap (Január 22) | 14. | 23:20   | Peïra-Cava - La Bollène-Vésubie                                 | 18.42 km | Juho Hänninen     | 13:52.3 | 79.67 km/h  | Mikko Hirvonen    |
| 3. nap (Január 22) | 15. | 23:53   | Lantosque - Lucéram                                             | 19.13 km | Stéphane Sarrazin | 14:40.2 | 78.24 km/h  | Mikko Hirvonen    |

- * A prológ eredménye nem számított bele az összetett értékelésbe.

## Végeredmény
|     | Versenyző             | Navigátor              | Autó                     | Kategória | Idő       | Különbség | Pont |
| --- | --------------------- | ---------------------- | ------------------------ | --------- | --------- | --------- | ---- |
| 1.  | Mikko Hirvonen        | Jarmo Lehtinen         | Ford Fiesta S2000        | N4        | 4:32:58.5 | 0.0       | 10   |
| 2.  | Juho Hänninen         | Mikko Markkula         | Škoda Fabia S2000        | N4        | 4:34:49.9 | 1:51.4    | 8    |
| 3.  | Nicolas Vouilloz      | Benjamin Veillas       | Škoda Fabia S2000        | N4        | 4:36:17.6 | 3:19.1    | 6    |
| 4.  | Stéphane Sarrazin     | Jacques-Julien Renucci | Peugeot 207 S2000        | N4        | 4:40:24.0 | 7:25.5    | 5    |
| 5.  | Jan Kopecký           | Petr Starý             | Škoda Fabia S2000        | N4        | 4:41:47.2 | 8:48.7    | 4    |
| 6.  | Guy Wilks             | Phil Pugh              | Škoda Fabia S2000        | N4        | 4:42:23.0 | 9:24.5    | 3    |
| 7.  | Bruno Magalhães       | Carlos Magalhães       | Peugeot 207 S2000        | N4        | 4:42:43.9 | 9:45.4    | 2    |
| 8.  | Jean-Sébastien Vigion | Stéphane Prevot        | Peugeot 207 S2000        | N4        | 4:46:32.0 | 13:33.5   | 1    |
| 9.  | Jaroslav Orsák        | Karel Vajík            | Škoda Fabia S2000        | N4        | 4:54:15.1 | 21:16.6   | 0    |
| 10. | Andrej Jereb          | Miran Kacin            | Peugeot 207 S2000        | N4        | 4:58:24.6 | 25:26.1   | 0    |
| 11. | Kris Princen          | Eddy Smeets            | Renault Clio R3          | A7        | 4:59:55.0 | 26:56.5   | 0    |
| 12. | Pierre Campana        | Sabrina de Castelli    | Renault Clio R3          | A7        | 5:01:17.7 | 28:19.2   | 0    |
| 13. | Olivier Burri         | Stéphane Rey           | Subaru Impreza STi       | N4        | 5:01:41.6 | 28:43.1   | 0    |
| 14. | Stajf Vojtech         | Marcela Dolecková      | Subaru Impreza STi       | N4        | 5:01:58.8 | 29:00.3   | 0    |
| 15. | Michele Cinotto       | Pietro Cinotto         | Mitsubishi Lancer Evo IX | N4        | 5:02:49.4 | 29:50.9   | 0    |